# بيجولفسكايا
نينا فكتورفنا بيغوليفسكيا أو پيجولفسكايا Nina Viktorovna Pigulevskala ( 1894 - 1970 م) هي مستشرقة روسية تخصصت في تاريخ الشرق الأوسط في العصور الوسطى وفي التاريخ البيزنطي.

## مؤلفاتها
- «العراق في القرنين الخامس والسادس الميلاديين»، موسكو ـ ليننجراد سنة 1940.
- «بيزنطة وإيران في القرنين السادس والسابع الميلاديين»، موسكو ليننجراد سنة 1946.
- «بيزنطة والرحلات إلى الهند»، موسكو ـ ليننجراد سنة 1951.
- «المدن الإيرانية في العصور الوسطى»، موسكو ـ ليننجراد سنة 1956.
- ثقافة السريان في القرون الوسطى
- «العرب على حدود بيزنطة وإيران من القرن الرابع إلى القرن السادس الميلادي»، موسكو ـ ليننجراد سنة 1964.
- «بيزنطة والشرق»، في مجموعة Palestinskii sbornik، كراسة 23، ليننجراد سنة 1971.[2]

## ترجمات للعربية
- العرب على حدود بيزنطة وإيران من القرن الرابع إلى القرن السادس الميلادي. ترجمة صلاح عثمان، المجلس الوطنى للثقافة والفنون و الآداب، الكويت، 1985
- ثقافة السريان في القرون الوسطى، ترجمة خلف الجراد،الهيئة العامة السورية للكتاب، سوريا 2019